# Leptolaimus plectoides
Leptolaimus plectoides är en rundmaskart som beskrevs av Benjamin G. Chitwood 1951. Leptolaimus plectoides ingår i släktet Leptolaimus och familjen Leptolaimidae. Inga underarter finns listade i Catalogue of Life.